# HD 69830 b
HD 69830 b — экзопланета (суперземля) в созвездии Корма, в 12 парсеках от Солнца. Согласно теоретическим расчётам, это каменная планета массой близкой к массе Нептуна. Планета совершает оборот вокруг красного карлика HD 69830 за 8,66 дня.